# Namacodon schinzianum
Namacodon schinzianum és una espècie de planta amb flors de la família de les campanulàcies, l'única del gènere Namacodon. És endèmica de les muntanyes de Namíbia, on viu a altituds d'entre 800 i 2.000 msnm. Habita els cims rocosos. Es creu que no hi ha cap amenaça significativa per a la supervivència d'aquesta espècie, tot i que l'agricultura podria ser-ho en el futur. El seu nom genèric, Namacodon, significa ‘campana de Namaqualand’, mentre que el seu nom específic, schinzianum, li fou assignat en honor del botànic i explorador suís Hans Schinz.